# Meskowski

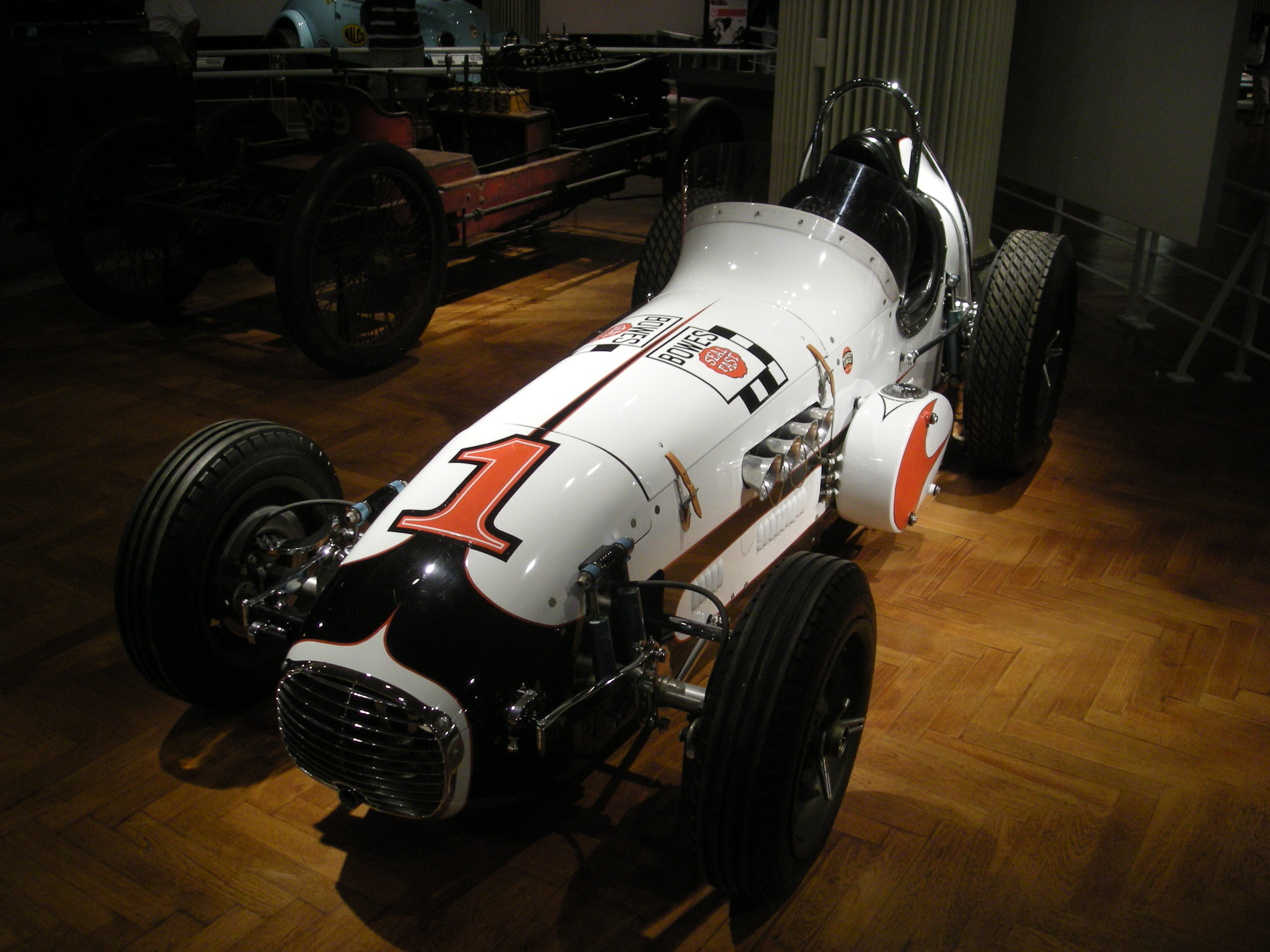
1960 Meskowski

Meskowski è stato un costruttore statunitense di auto da corsa presente nelle gare statunitensi negli anni 1960.

## Storia
Tra il 1950 e il 1960 la 500 Miglia di Indianapolis faceva parte del Campionato mondiale di Formula 1, per questo motivo la Meskowski ha all'attivo anche 1 Gran Premio in F1.
I suoi unici due piloti furono Bob Veith e Bobby Grim, che terminarono la 500 Miglia di Indianapolis 1960 rispettivamente 8° e 16°.
Negli anni sessanta il marchio Meskowski conquistò molte vittorie grazie a A.J. Foyt.